# ハンドボールアルゼンチン代表
ハンドボールアルゼンチン代表はアルゼンチンハンドボール連盟(CAH)によって編成されるアルゼンチンのハンドボールナショナルチームである。パンアメリカンハンドボール連盟(PATHF)に所属する。

## 成績

### オリンピック
2012年 - 10位

### 世界選手権
- 1997年：22位
- 1999年：21位
- 2001年：15位
- 2003年：17位
- 2005年：18位
- 2007年：16位
- 2009年：18位
- 2011年：12位
- 2013年：

### アメリカ大陸選手権
- 1979年：5位
- 1981年：4位
- 1985年：5位
- 1994年：4位
- 1996年：2位
- 1998年：2位
- 2000年：優勝
- 2002年：優勝
- 2004年：優勝
- 2006年：準優勝
- 2008年：準優勝
- 2010年：優勝
- 2012年：優勝